# Fennis Dembo
Fennis Marx Dembo (ur. 24 stycznia 1966 w Mobile) – amerykański koszykarz, występujący na pozycji skrzydłowego, mistrz NBA z 1989 roku.

## Osiągnięcia
NCAA
- Uczestnik rozgrywek NCAA Sweet Sixteen (1987)[2]
- Finalista turnieju NIT (1986)[2]
- Zawodnik Roku Konferencji WAC (1987)[2]
- Zaliczony do składów:
  - All-American Third Team (1988 przez AP)[3]
  - All-WAC First Team (1986–1988)[2]
- Wybrany do Galerii Sław Sportu Uniwersytetu Wyoming (1993)[2]
- Lider strzelców wszech czasów uczelni z Wyoming (2311 punktów)[2]

NBA
- Mistrz NBA (1989)[1]

Reprezentacja
- Wicemistrz igrzysk panamerykańskich (1987)[4]